# ثيراك 25

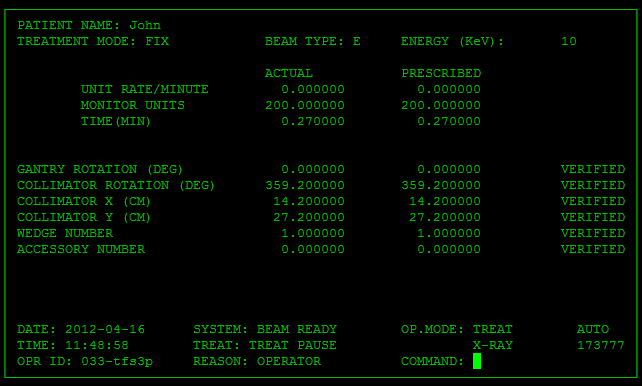

ثيراك 25 (بالإنجليزية: Therac-25)‏ آلة تقوم بالعلاج عن طريق الإشعاع وانتجت بواسطة الطاقة الذرية الكندية المحدودة بعد إنتاج ( ثيراك 6 – ثيراك 20 ) وشاركت ثيراك 25 في ستة حوادث على الاقل بين عامين 1985:1987 حيث تم اعطاء المرضى جرعات زيادة من الإشعاع ما يقرب من 100 أضعاف الجرعة المقصود، أبرزت هذه الحوادث أخطار مراقبة البرامج من أنظمة السلامة الحرجة.

## نوعي العلاج الاشعاعي

### العلاج بشعاع الإلكترون المباشر
التي ألقت جرعات منخفضة من الطاقة العالية على مدى فترة قصيرة من الوقت.

### العلاج بالميجا فولت الأشعة السينية
التي ألقت الأشعة السينية الناتجة عن اصطدام الاليكترونيات ذات الطاقة العالية على الهدف.
عندما تعمل في وضع العلاج بشعاع الإلكترون مباشرة، كان ينبعث شعاع الإلكترون بالطاقة المنخفضة مباشرة من الجهاز، ثم تنتشر إلى تركيزات آمنة باستخدام مغناطيس المسح.
عندما تعمل في وضع العلاج ميجا فولت بالأشعة السينية صمم الجهاز لتدوير أربعة عناصر في مسار الإلكترون:
 الهدف : الذي حول شعاع الإلكترون إلى الأشعة السينية
 مرشح التسوية : الذي تنتشر فيه الشعاع على مدى أكبر منطقة
 مجموعة من القطع المنقولة (تلسكوب الموازاة) : التي شكلت شعاع الأشعة السينية
 أيون دائرة الأشعة السينية : التي تقيس قوة شعاع.
وقعت هذه الحوادث عندما تم تفعيل شعاع الإلكترون عالية الطاقة بدلا من المقصود شعاع منخفض القوة،
وبدون استدارة لوحة توزيع الإشعاع.
كانت النماذج السابقة بها قطع تمنع حدوث ذلك ولكنها أزالت في ثيراك 25،معتمدا على برنامج غلق للسلامة,
البرنامج يمكن أن يفشل بسبب وجود حالة تعارض.
وكان الخلل على النحو التالي:
زيادة عدد بايت واحد في نظام الاختبار، وإذا قدم المشغل الإدخال اليدوي إلى الجهاز في نفس لحظة زيادة البايت، سوف تفشل في التعشيق
شعاع الإلكترون عالى القدرة أصاب المرضى المصابون من ما يقرب من 100 أضعاف الجرعة المقصودة من الإشعاع، وتقديم جرعة مميتة من الإشعاع بيتا.
وقد وُصف الشعور من قبل المريض راي كوكس بأنه «صدمة كهربائية شديدة»، مما دفعه إلى الصراخ والهروب من غرفة العلاج وبعد عدة أيام، ظهرت حروق الإشعاع وظهرعلى المرضى أعراض التسمم الإشعاعي في ثلاث حالات، توفي في وقت لاحق المرضى المصابين.

## الاسباب
السبب الأساسي ينسب إلى تصميم البرمجيات السيئ وممارسات التنمية
الطاقة الذرية الكندية المحدودة لم تراجع رمز البرنامج بصورة مستقلة
لم تنظر في تصميم البرنامج خلال تقييمها لطريقة عمل الجهاز وهل قد تؤدي إلى النتائج المرجوة وما ان كانت طرق للفشل موجودة.
لاحظ النظام أن شيئا ما كان خطأ وتوقف الاشعة السينية ، ولكن مجرد عرض كلمة «عطل» متبوعا برقم 1-64. لم تكن دليل للمستخدم ولا يفسر أو حتى معالجة رموز الخطأ، لذلك ضغط المشغل على مفتاح التشغيل لتجاوز التحذير والمتابعة على أية حال.
أفراد الطاقة الذرية الكندية المحدودة، فضلا عن مشغلي الآلات، في البداية لم يصدقوا الشكاوى. وكان هذا على الأرجح بسبب الثقة المفرطة، لم يختبر أبدا أفراد الطاقة الذرية الكندية المحدودة ثيراك -25 مع مجموعة من البرامج والأجهزة حتى تم تجميعها في المستشفى.
يحدث الفشل عندما تم إدخال تسلسل معين غير قياسي من ضربات المفاتيح
كان هذا التسلسل من ضربات المفاتيح واردا، ولان المشكلة لا تحدث في كثير من الأحيان ذهبت دون أن يلاحظها أحد لفترة طويلة.
لم يكن لديك تصميم أي جهاز تعشيق لمنع شعاع الإلكترون من العمل في وضع الطاقة العالية بدون هدف في المكان. وكان مهندس البرمجيات استخدام البرنامج من الموديلات القديمة.
وكان لهذه النماذج أجهزة تعشيق التي منعت ظهور عيوب البرامج الخاصة بهم.
ولم يكن لهذه الأجهزة تقارير أن مريض تعرض للاثار السلبية، لذلك لم يكن هناك أي دلالة على وجود أوامر برنامج خاطئة.
تمت كتابة البرنامج في لغة التجميع التي قد تتطلب المزيد من الاهتمام للاختبار والتصميم الجيد.
ومع ذلك لم يتم سرد اختيار اللغة في حد ذاته باعتباره السبب الرئيسي في التقرير.
يستخدم الجهاز أيضا نظام التشغيل الخاص بها.
تعيين البرمجيات إشارة متغيرة عن طريق زيادة عليها، بدلا من تعيينها إلى قيمة غير صفرية ثابتة.أدى أحيانا إلى حدوث تجاوز سعة حسابي، مما تسبب في الإشارة للعودة إلى نقطة الصفر والبرمجيات لتجاوز التحقق بسلامة.
لم تكن مهمة معدات التحكم متزامنة بشكل صحيح مع مهمة واجهة المشغل، بحيث شروط التسابق وقعت إذا غير المشغل الإعدادات بسرعة كبيرة جدا. وقد غاب هذا أثناء الاختبار.